# Army of Me: Remixes and Covers
| Recensione      | Giudizio |
| --------------- | -------- |
| Pitchfork       | (3.8/10) |
| Stylus Magazine | D-       |

Army of Me: Remixes and Covers è un album di remix della cantautrice islandese Björk, pubblicato nel 2005. Si tratta di una raccolta di remix e cover del brano scritto da Björk e Graham Massey Army of Me, inserito nell'album Post (1995). Il disco è legato a un progetto di beneficenza dell'UNICEF, destinato alla raccolta fondi per le vittime del recente tsunami nel sud-est asiatico. Nel gennaio 2006, la vendita dell'album risultò aver permesso la raccolta di 250000 $ da donare all'UNICEF.

## Tracce
1. Army of Me – 5:17
2. Army of Me – 3:00
3. Army of Djur (Army of Animals) – 3:17
4. Army of Me – 2:57
5. Army of Me – 3:32
6. Army of Me – 1:28
7. Army of Me – 1:28
8. Army of Me – 3:08
9. Army of Me – 5:42
10. Army of Me – 4:43
11. Army of Me – 0:54
12. Army of Me – 4:08
13. Army of Me – 4:31
14. Army of Me – 2:41
15. Army of Me – 2:54
16. Army of Me – 3:48
17. Army of Me – 3:43
18. A(r)mour – 3:27
19. Once More – 4:14
20. Army of Me – 4:05

## Classifiche
| Classifica (2005) | Posizione massima |
| ----------------- | ----------------- |
| Francia           | 168               |